# Metropolitan Pictures
Metropolitan Pictures était une société cinématographique de Hollywood fondée par Harry S. Webb et Bernard B. Ray en 1931. Elle est responsable de la production de 19 films et de la distribution de 9 films entre 1931 et 1940.

## Histoire
Le cinéaste Harry S. Webb et Bernard B. Ray, un ancien superviseur du laboratoire Biograph, caméraman, monteur, assistant réalisateur et technicien des effets spéciaux, ont créé la société cinématographique Bernard B. Ray Productions en association avec John R. Freuler. Après sa faillite, Webb et Ray ont créé en 1933 Reliable Pictures Corporation, qui possédait des studios à Beachwood et Sunset Boulevard à Hollywood. Reliable Pictures a produit et lancé de nombreux westerns, à commencer par Girl Trouble en 1933, jusqu’à la fermeture de la société en 1937. La production finale était The Silver Trail.
Webb et Ray ont également créé en 1931 la Metropolitan Pictures Corporation, dont la production a duré jusqu’en 1940. Sa première production fut le serial The Sign of the Wolf en 1931, et le dernier film Pinto Canyon. Webb a ensuite produit des westerns pour Monogram Pictures.
La vedette principale de Metropolitan Pictures était Bob Steele qui a joué dans plusieurs westerns pour la compagnie.

## Filmographie partielle
- 1931 : The Sign of the Wolf
- 1932 : The Lone Trail (remake de The Sign of the Wolf)[4]
- 1935 : North of Arizona
- 1935 : De la sartén al fuego
- 1936 : El capitan Tormenta
- 1939 : Fangs of the Wild
- 1939 : Feud of the Range
- 1939 : Port of Hate
- 1939 : El Diablo Rides
- 1940 : Pinto Canyon